# Banque du Congo Belge
El Banque du Congo Belge (BCB, en neerlandés: Bank van Belgisch Congo; tdl. ‘Banco del Congo Belga’) fue un banco colonial belga que operó principalmente en el Congo Belga entre 1909 y 1960.
El BCB mantuvo el monopolio de la emisión de moneda en el Congo Belga de 1911 a 1952 y en la vecina colonia Ruanda-Urundi de 1916 a 1952, actuando efectivamente como banco central en estos territorios. Fue sucedido en ese papel en 1952 por el recién creado Banque Centrale du Congo Belge et du Ruanda-Urundi.
Tras la independencia del país, continuó operando como Banque du Congo (1960-1971), Banque Commerciale Zaïroise (1971-1997) y Banque Commerciale Du Congo (1997-2020), hasta su adquisición por parte de Equity Group Holdings para conformar el Equity Banque Commerciale du Congo.

## Antecedentes
De 1886 a 1908, el rey Leopoldo II de Bélgica gobernó el Estado Libre del Congo como su dominio privado. El 27 de julio de 1887 emitió un Real Decreto que establecía el franco belga como moneda de cuenta para el Estado Libre del Congo y para Ruanda-Urundi. En 1890, el Tratado de Heligoland-Zanzíbar puso a Ruanda-Urundi dentro de la esfera de influencia del Imperio Alemán en África, por lo que la rupia alemana de África Oriental se convirtió en la moneda oficial en Ruanda-Urundi, aunque el franco siguió circulando allí. En 1908, Bélgica asumió la responsabilidad directa del Congo, arrebatándoselo al Rey; como resultado, el Congo Belga se convirtió en miembro de la Unión Monetaria Latina.

## Durante la época colonial

Albert Thys contribuyó decisivamente a la creación del BCB.

El Banque du Congo Belge fue fundado el 11 de enero de 1909 por iniciativa de Albert Thys y el Banque d'Outremer que dirigía, además de varias otras instituciones, entre ellas la Compagnie du Congo pour le Commerce et l'Industrie (CCCI), el Banque de Bruxelles, Bunge y varias casas de banca privada, incluida el Banque Lambert. Después de unas semanas y a petición de las autoridades belgas, el capital del nuevo banco se abrió nuevamente a instituciones financieras belgas establecidas que incluían la Société Générale de Belgique (SGB), Crédit Général Liégeois, Crédit Général de Belgique, Banque Internationale de Bruselas, la casa bancaria Balser y la Société Commerciale et Financière Africaine (Comfina). : II Como resultado, los principales accionistas del BCB en 1909 eran el CCCI, el Banque d'Outremer, el SGB, el Comfina, Édouard Empain, el Banque de Bruxelles, el De Nederlandsche Bank y el banquero Franz Philippson. : 316 
Como tal, el BCB inicialmente actuó como agente en el Congo para todos los principales bancos belgas en lugar de como subsidiaria o filial de sólo uno de ellos. Su oficina de Bruselas estaba instalada en el complejo de oficinas del CCCI y en la misma manzana que el Banque d'Outremer. En junio de 1909, abrió su primera sucursal congoleña en Matadi, seguida de Elisabethville (ahora Lubumbashi) cuatro meses después y Léopoldville (ahora Kinsasa) en 1910.: II 
El 7 de julio de 1911, el gobierno colonial concedió al Banco un monopolio de 25 años sobre el derecho de emisión de billetes para la colonia y lo nombró agente fiscal del gobierno colonial. Esta concesión desencadenó un cambio en la gobernanza del BCB, que siguió siendo una sociedad anónima belga pero concedió al gobierno belga derechos de supervisión;: 316  esto llevó a que, hasta 1937, el presidente del directorio del BCB fuera un alto ejecutivo del Banco Nacional de Bélgica.: 319  El 10 de agosto de 1911, el mismo día de la promulgación del nuevo estatuto del BCB, se creó una filial local, la Banque Commerciale du Congo, que se hizo cargo de las actividades comerciales que ya no podía llevar a cabo por sí misma según los términos del contrato de emisión. El BCB pronto abrió más sucursales en Boma y Stanleyville (ahora Kisangani) y emitió sus primeros billetes en 1912. Sin embargo, todavía tenía un tamaño modesto, con un total de 25 empleados en 1911.: II  Siguió subcontratando la impresión de billetes al Banco Nacional de Bélgica hasta mayo de 1940.: 316 
Con la ocupación alemana de Bélgica durante la Primera Guerra Mundial, el BCB pasó a funcionar desde una sucursal temporal creada para tal fin en Londres (Reino Unido). Creó 18 nuevas sucursales durante el período de guerra, en Bandundu, Basankusu, Basoko, Buta, Coquilhatville (ahora Mbandaka ), Inongo, Kabinda, Kasongo, Kilo-Moto, Kongolo, Libenge, Lisala, Luebo, Lusamba, Niangara, Ponthierville (ahora Ubundu), Rutshuru y Sandoa. En las colonias alemanas ocupadas del Oriente de África, también abrió oficinas en Kigoma y Dar es Salaam.: III 
Tras la derrota de Alemania en la Primera Guerra Mundial, Bélgica asumió un mandato de la Sociedad de Naciones sobre Ruanda-Urundi, la cual fue entonces incluida en la zona de influencia del franco del Congo, por lo que el BCB abrió sucursales en Usumbura y Kigali. La Convención del 10 de octubre de 1927 actualizó el estatuto del BCB, revisó la cuestión de la emisión de billetes y amplió el monopolio del BCB hasta el 1 de julio de 1952; en 1935 se llevó a cabo una nueva actualización del estatuto.: 319 
Durante la Segunda Guerra Mundial, Bélgica volvió a estar bajo ocupación alemana. Como consecuencia, el BCB tuvo que actuar prácticamente como un banco central autónomo, incluso como agente fiscal del gobierno belga en el exilio. Un convenio del 21 de enero de 1941 entre Bélgica (en el exilio) y el Reino Unido fijó una paridad fija entre el franco congoleño y la libra esterlina y permitió que el primero cotizara en Londres.: 320-321 
En 1952, al expirar su privilegio de emisión de billetes, el BCB fue reemplazado en su función de banco central por el recién creado Banque Centrale du Congo Belge et du Ruanda-Urundi (BCCBRU). Con ocasión a esto, su domicilio social se trasladó de Bruselas a Léopoldville el 16 de septiembre de 1952,: IV  y absorbió a su filial local, la Banque Commerciale du Congo, el 19 de noviembre de 1952.: 174 
En 1954, la oficina del BCB en Bruselas se trasladó de su antigua ubicación en Rue Thérésienne 14,: 100  parte del edificio palaciego de CCCI terminado en 1920, a una nueva oficina central en Cantersteen 1 sobre la conexión Norte-Sur en el centro de Bruselas, diseñada por los arquitectos André y Jean Polak.

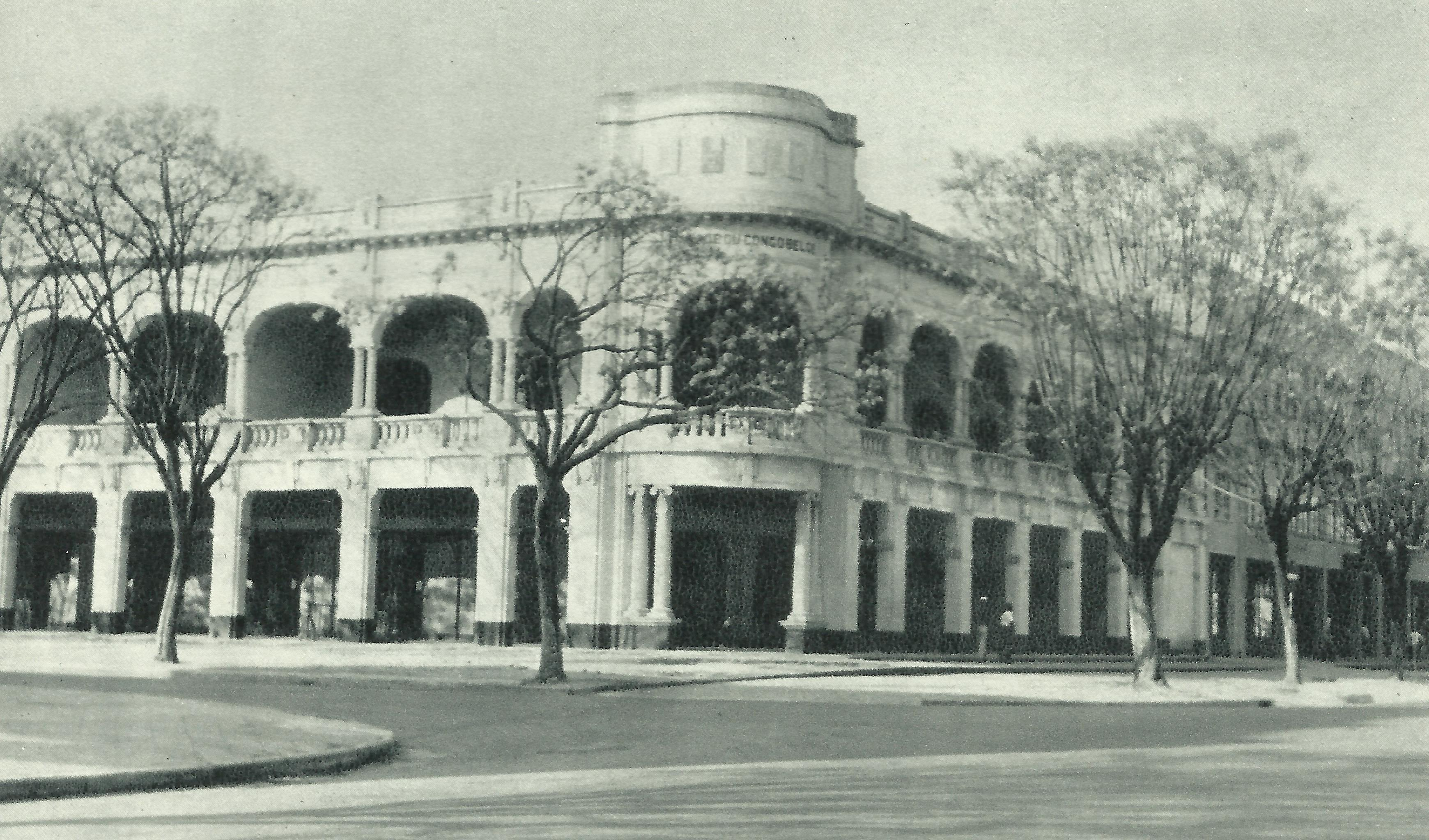
Sucursal en Elisabethville, fotografiada en 1926.
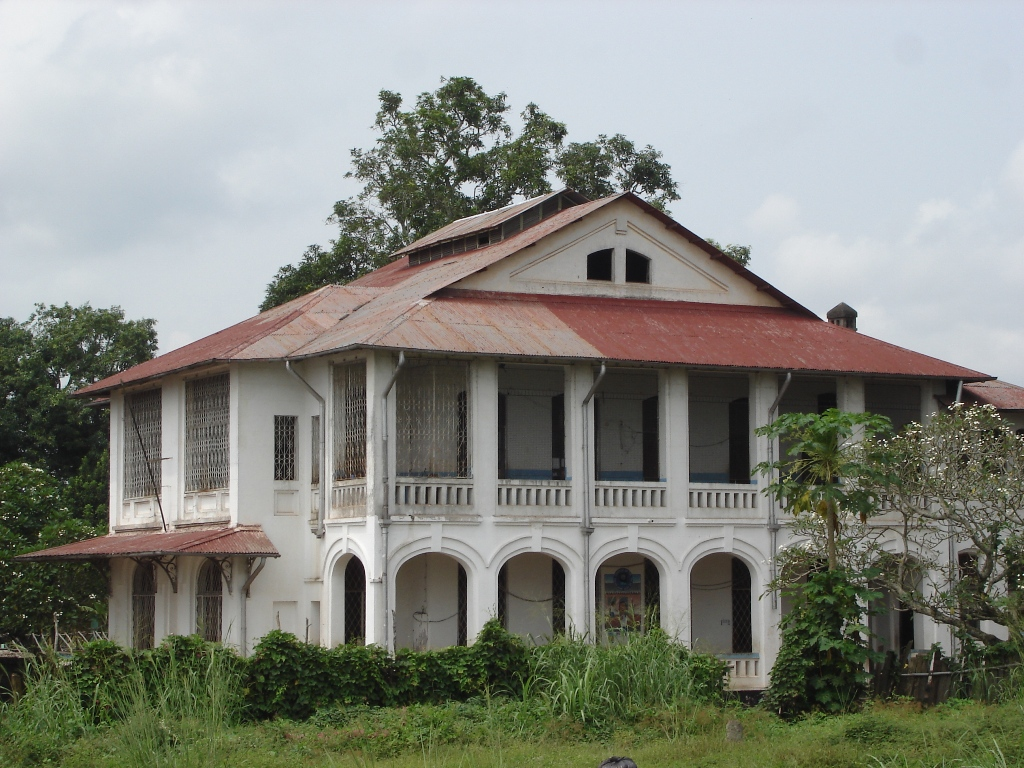
Antiguo edificio del BCB en Mbandaka.
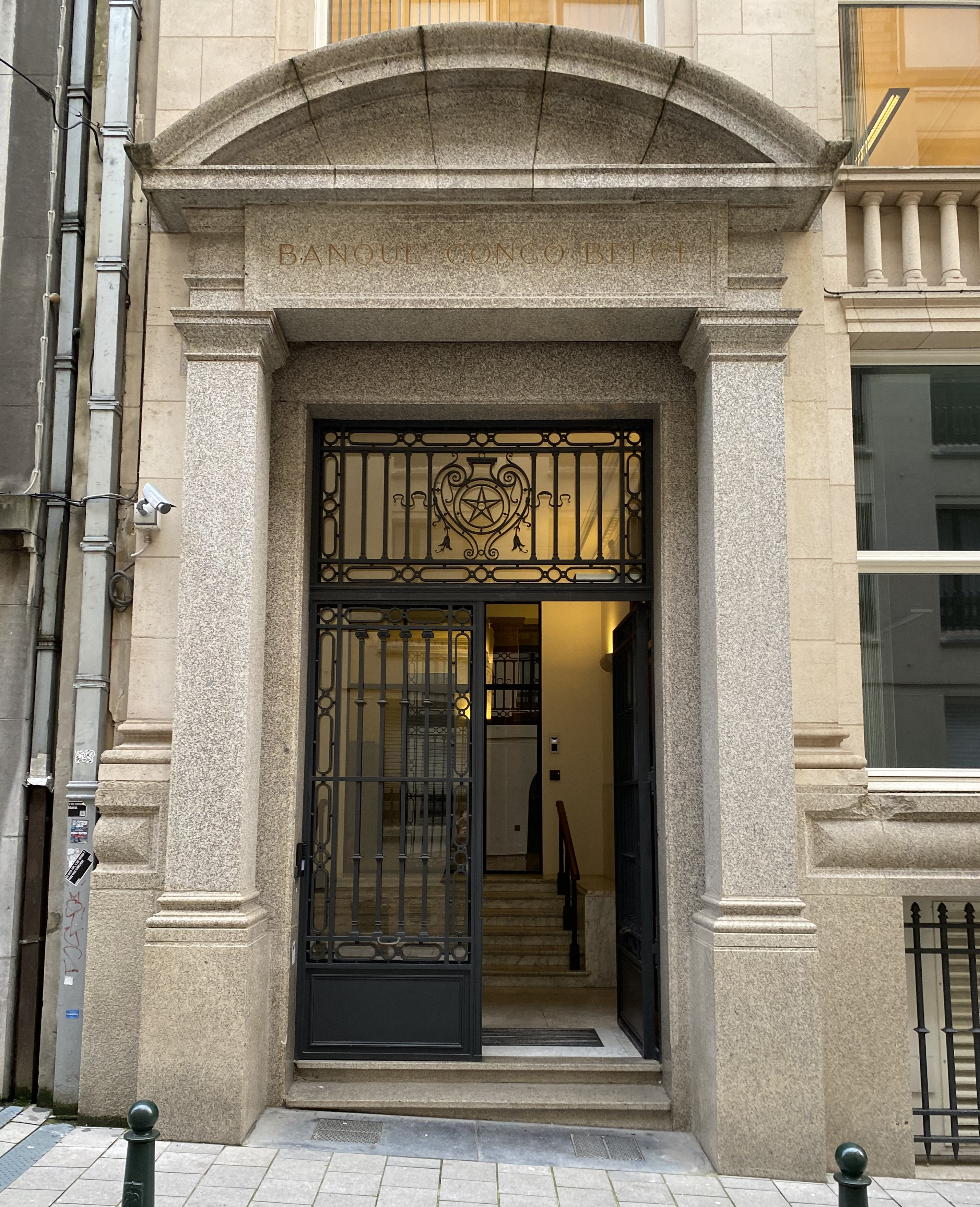
Entrada de la antigua oficina del banco en Bruselas con la inscripción "Banque Congo Belge".
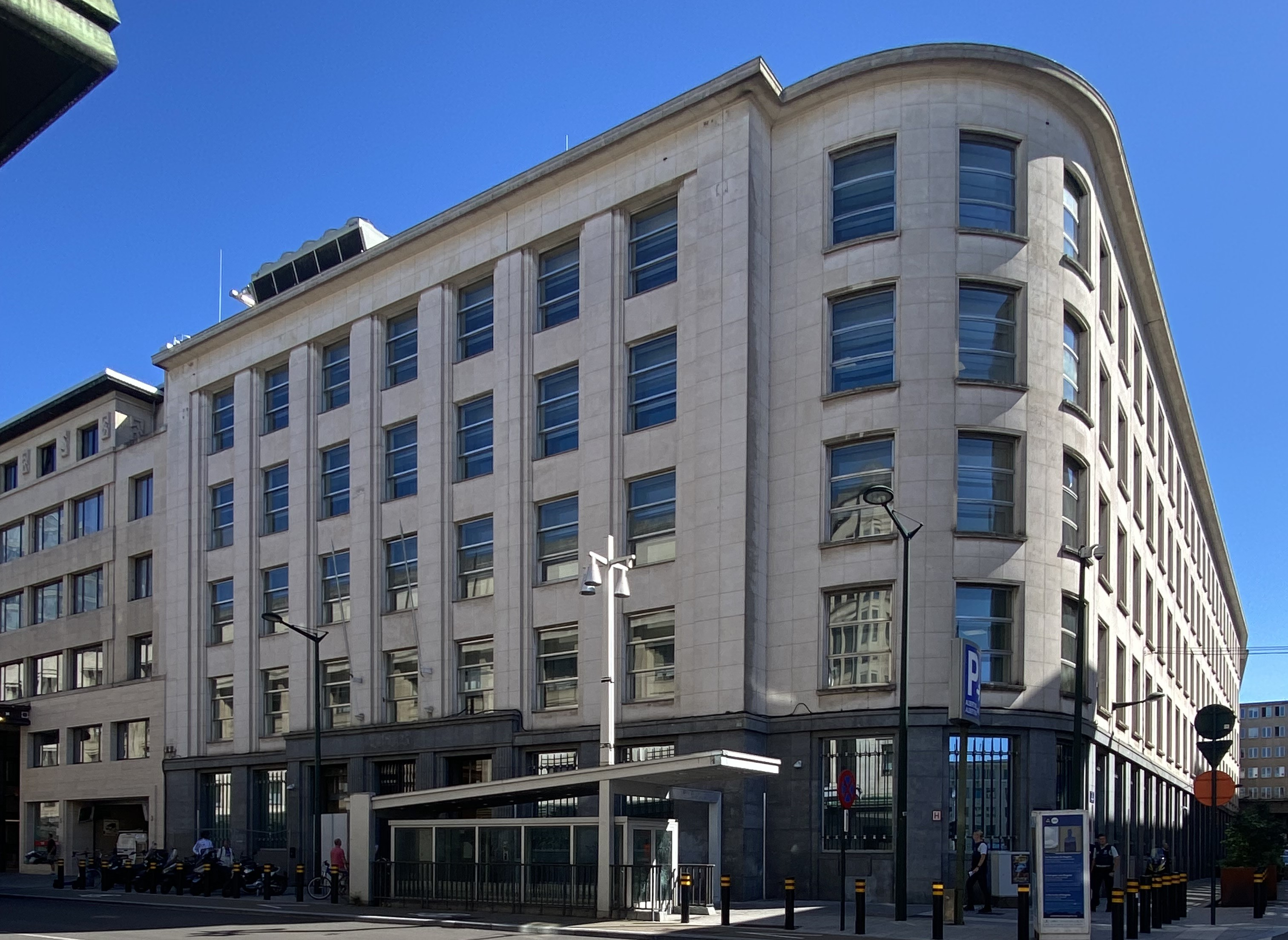
Cantersteen 1 en Bruselas, oficina principal del BCB en Bruselas de 1954 a 1960.

## Posterioridad

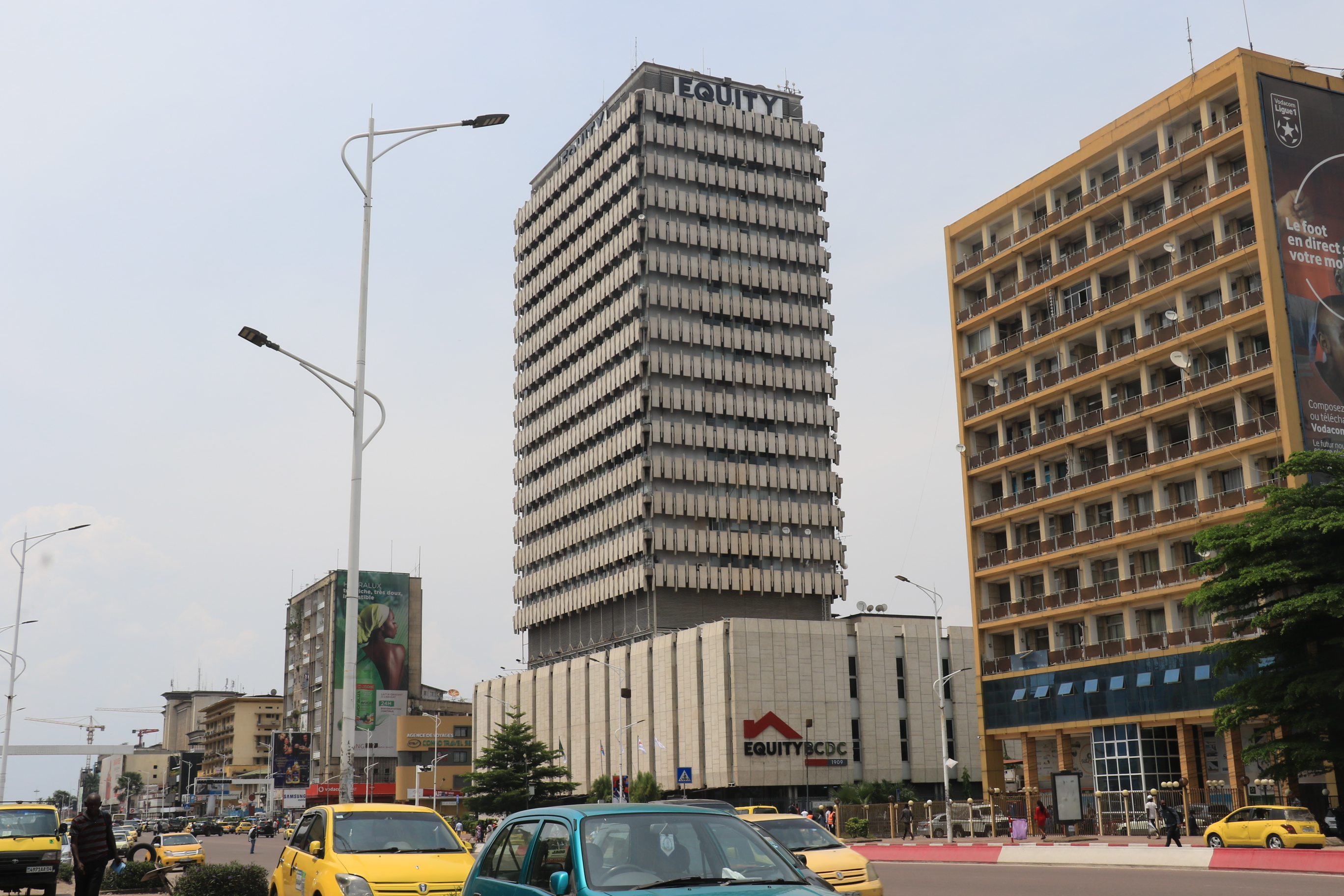
Sede centra del BCDC en Kinsasa, finalizada en 1975.

Ante la inminente independencia del Congo, el BCB adaptó su estructura corporativa: El 14 de abril de 1960 formó un nuevo banco belga, el Banque Belgo-Congolaise, que se hizo cargo de las operaciones existentes del BCB en Bruselas, Amberes y Londres y en junio de 1960 transfirió la mayoría de las funciones administrativas centrales de Bruselas a Léopoldville. Finalmente, el 24 de agosto de 1960, el BCB cambió su nombre por el de Banque du Congo (BDC).: V 
El 8 de agosto de 1964, las operaciones del BCB en lo que se había convertido en Burundi y Ruanda se reorganizaron como el Banque de Crédit de Bujumbura,: VII  que posteriormente fue adquirida en 1965 por el Banque Belgolaise.: X 
El BDC pasó a llamarse Banque Commerciale Zaïroise cuando el nombre del país se cambió a Zaire en 1971, antes de adaptar definitivamente el nombre de Banque Commerciale Du Congo (BCDC) en 1997, el mismo nombre que la filial de banca comercial del BCB de 1911 a 1952. Finalmente, el 9 de septiembre de 2019, Equity Group Holdings, anunció que había adquirido una participación mayoritaria en el BCDC de manos de manos del propietario George Arthur Forrest. En diciembre de 2020, después de recibir la aprobación regulatoria de los reguladores de la República Democrática del Congo, Equity Group comenzó el proceso de fusionar el BCDC con su filial local existente, el Equity Bank Congo (EBC), para formar Equity Banque Commerciale du Congo (Equity BCDC), con Equity Group manteniendo una participación del 77,5 por ciento en la entidad fusionada.

## Directores
Algunas de las personas que ocuparon el puesto de presidentes de la Junta del Banque du Congo Belge:
- Omer Lepreux, 1909-1927[2]: 319
- Louis Franck, 1927-1937[2]: 319
- Paul Charles, 1938-1951
- Pierre de Bonvoisin, 1951-1960